# هیل (آیووا)
هیل (به انگلیسی: Hills) شهری در ایالت آیووا کشور ایالات متحده آمریکا است که جمعیت آن در سرشماری سال ۲۰۱۰ میلادی، ۷۰۳ نفر بوده‌است.